# Траурні прикраси
Траурні прикраси (англ. mourning jewelry) — особливий різновид ювелірних прикрас, які носили  під час трауру за померлим.

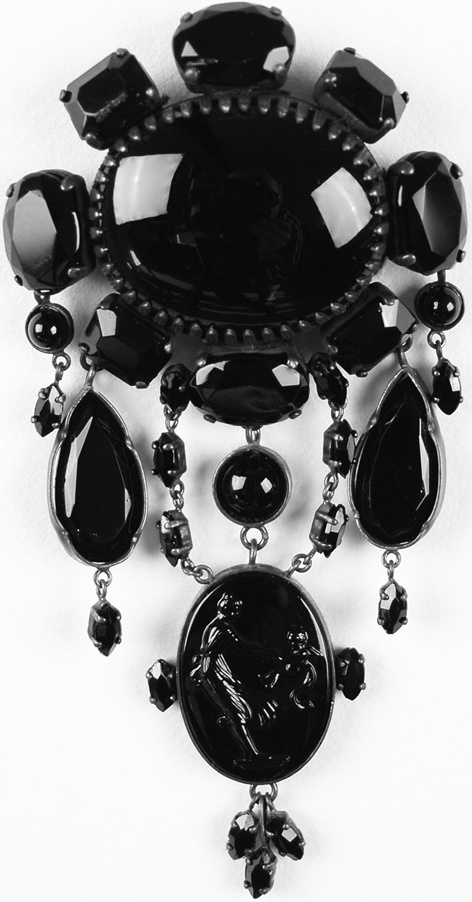
Траурна брошка з гагата, XIX ст.

Традиція створювати траурні прикраси бере свій початок з XVII ст., але найбільшого вжитку вони набувають у вікторіанську добу (друга половина XIX ст. в Англія); траурні прикраси стали однім із символів епохи, разом із посмертними фотографіями. Ці прикраси було прийнято носити під час трауру,який за соціальними нормами того часу повинен був тривати від декількох місяців, а інколи і років. Пополяризувала цю тенденцію королева королева Вікторія, що носила траур за своїм чоловіком до самої смерті.
Траурні прикраси не повинні були бути занадто помітними і виготовлялись з великим символізмом, що проявлялось у виборі матеріалів. Основними кольорами був білий (коли помирала неодружена дівчина чи дитина) і чорний. Основні матеріали — емаль, білі перли, гагат і його дешевий замінник — чорне скло.
Траурні прикраси повинні були мати певний символ, що вказував на їх призначення: латинский надпис, мініатюрний портрет померлого, його ініціали чи пасмого його волосся. Прикраси з волосям померлого були особливо популярними і складали особливий різновид траурних прикрас. Волосся запліталось чи викладалось візерунком.
Траурні прикраси носили як жінки (у вигляді броші, медальйону, кільця тощо), так і чоловіки (запонки, брелоки).